# Antonio Cermeño
Antonio Cermeño Coloso (Río Chico, Miranda, 6 de marzo de 1969 - Caucagua, Miranda, 25 de febrero de 2014) fue un boxeador venezolano campeón de los pesos super gallo y pluma de la Asociación Mundial de Boxeo. Cermeño consiguió su primer título de campeón mundial de la AMB en 1995 al derrotar al puertorriqueño Wilfredo Vázquez por el peso supergallo, el cual defendió hasta el año 1998, cuando peleó con Enrique Sánchez que lo sucedió. Su segunda faja mundial de la AMB la obtuvo en 1988 al derrotar al nicaragüense Genaro Ríos, esta vez en el peso pluma, título que defendió hasta el año 1999, cuando cayó ante Freddie Norwood. En 1997 Cermeño logró conseguir el campeonato interino del peso Súper Gallo AMB.
Cermeño fue dirigido por varios años por el promotor norteamericano Don King. Su última pelea profesional fue contra Santos Benavides en 2006. Cermeño se retiró del boxeo profesional ese mismo año. Cermeño fue activista del deporte en su país creando la fundación «Kantarón Cermeño, un nocaut a las drogas» con sede en Petare y Barlovento.

## Debut profesional
Cermeño debutó como boxeador profesional el 1 de septiembre de 1990 ante el texano estadounidense José Ángel Medina, en Petare, cerca de su ciudad natal de Río Chico. Cermeño venció a Madina por la vía del nocaut en dos asaltos. Medina era igual de novato que Cermeño en el boxeo profesional, habiendo peleado cinco veces a nivel mundial antes de Cermeño, su más reciente pelea en contra del veterano mexicano Julio César Chávez en octubre de 1981, 9 años antes de la pelea con Cermeño. Medina volvería a pelear contra Cermeño en 1993, siendo nuevamente noqueado, esta vez en el segundo round.
Cermeño peleó sus primeros combates profesionales en Venezuela. Entrenado por Orángel “Memín” Ramos y posteriormente bajo el auspicio de Don King, Cermeño persiguió peleas más difíciles hasta demostrar ser contendiente para el campeonato mundial de su peso.

## Título Mundial Peso Supergallo AMB
El entonces campeón de peso pluma Wilfredo Vázquez había defendido su título nueve veces consecutivas. Cermeño peleó contra el campeón mundial en el Coliseo Rubén Rodríguez de Bayamón, Puerto Rico, el 13 de mayo de 1995 para ganar el título absoluto AMB. Cermeño ganó por decisión de los jueces Uriel Aguilera 116-114, Alejandro Rochin 115-114 y Angel C. Tovar 116-114. Luis Rivera fue el réferi del encuentro.

### Primera Defensa
La primera defensa de su nuevo título fue en contra de Jesús Salud a quien Cermeño venció por decisión de los jueces. La pelea se llevó a cabo en el Gimnasio Rafael Romero Bolívar de El Limón (Venezuela), al norte de la ciudad de Maracay, el 26 de noviembre de 1995. Para la fecha de la pelea, Cermeño pesaba 120½ libras mientras que Salud pesó 121¼ libras. Con ventaja de estatura y movilidad, Cermeño dominó la pelea a mediados del encuentro hasta su final, ganando por decisión unánime y cartillas de los jueces Samuel Conde López 118-111, Tommy Thomas 119-110 y Carlos Berrocal 120-110. El Sr Uriel Aguilera fue el réferi de la pelea.

### Segunda Defensa
Cermeño enfrentó para la defensa del título de peso pluma a Yober Ortega el 23 de marzo de 1996, en el Miami Arena de la ciudad de Miami, EE. UU. Cermeño se impuso por decisión unánime en doce asaltos, con el siguiente puntaje de los jueces Paul Herman 116-112, Marcos A. Torres 116-115 y Guy Jutras 115-114. El réferi de la pelea fue Armando García.

### Tercera Defensa
En el Planet Hollywood Resort and Casino de la ciudad de Las Vegas, el 21 de diciembre de 1996, Cermeño efectuaba su tercera defensa del título mundial supergallo AMB, al vencer a Yuchi Kasai. Cermeño ganó esa pelea de 12 asaltos por decisión de los jueces Chuck Giampa 118-109, Stanley Christodoulou 117-112 y Héctor Hernández Vilchis 117-112. El réferi de esa noche fue Mitch Halpern quien, días antes había arbitrado la pelea de Evander Holyfield vs Mike Tyson.

### Cuarta Defensa
El 5 de mayo de 1997 en Coconut Grove, Florida, Cermeño enfrentó al invicto Ángel Chacón. Cermeño dominó a Chacón durante todo el combate; no obstante, Chacón tuvo buenos momentos, pero Cermeño fue quien manejó la pelea, ganando por decisión de los jueces Jay Kassees 115-112, Guillermo Pérez Pineda 118-112 y Pinit Prayadsab 118-111. El réferi de la pelea fue nuevamente Armando García.

### Quinta Defensa
Cermeño combatió contra el nicaragüense Eddie Saenz el 18 de septiembre de 2008 en Panamá City, Panamá a quien derrotó por nocaut.

## Título Mundial Peso Pluma AMB
Cermeño dejó vacante su título de peso supergallo con la finalidad de perseguir peleas más difíciles a nivel del peso pluma.

## Retiro
Antonio Cermeño peleó por última vez el 2 de septiembre de 2006 contra el boxeador nicaragüense Santos Benavides. Cermeño perdió la pelea por decisión.

## Beneficencia social
Con patrocinio de la Oficina Nacional Antidrogas, Cermeño inició la fundación «Kantarón Cermeño» en el año 2003, estando aún activo en la pelea profesional.

## Controversia
Antonio Cermeño había estado detenido en tres oportunidades por lesiones personales, violencia física y homicidio intencional. En junio de 2003, fue detenido por una presunta estafa que habría cometido en la venta de 15.000 dólares. La denuncia se realizó por parte de una dama quien habría entregado a Cermeño 34 mil bolívares en efectivo, a cambio de 15 mil dólares que él le iba a vender. La denunciante manifestó que nunca recibió los dólares prometidos.
En octubre de 2003 Cermeño fue interrogado por sospecha de haber participado en el secuestro de un comerciante de ascendencia árabe. La víctima huyó de sus captores ilesos y no se presentó para los reportes citados por el juez del caso. Cermeño no fue acusado de ningún cargo en su contra relacionado con el secuestro.
Anteriormente, en el año 2000, se había visto involucrado en un par de tiroteos ocurridos en distintas discotecas del estado Miranda. En junio de ese año Cermeño es arrestado por su presunta asociación en el asesinato de una persona en la discoteca discoteca Mercury 55, ubicada en la carretera que conduce de Sotillo a Higuerote. Cermeño salió en libertad como parte de un beneficio que le otorgó el Circuito Judicial Penal del Estado Miranda. En septiembre de 2000 Cermeño estuvo involucrado en una nueva pelea adyacente a la discoteca Status de caracas. Funcionarios de la Policía de Chacao detuvieron a Cermeño luego que entre los disparos resultara herido una persona.

## Muerte
Cermeño y su esposa, María Carolina Salas, fueron secuestrados la noche del lunes 24 de febrero de 2014, al salir de la red de tiendas Makro, ubicado en La Urbina, Caracas. Cermeño y sus familiares fueron obligados a entrar en una camioneta que tuvo que detenerse en la estación de servicios de PDV ubicada en el kilómetro 11 de la autopista hacia Guarenas. Su esposa y otras mujeres secuestradas al mismo tiempo lograron escapar durante una breve confusión durante esa parada en la gasolinera. El 25 de febrero de 2014 el cadáver de Cermeño fue hallado en un matorral a un costado de la autopista Gran Mariscal de Ayacucho, a la altura de la población de Caucagua. El cuerpo fue reconocido por su esposa.

## Récord Profesional
| 45 Ganados (31 knockouts, 14 decisiones), 7 Perdidos (1 knockout, 6 decisiones), 0 Empates |        |                       |      |               |            |                                                               | |
| Res.                                                                                       | Record | Oponente              | Tipo | Rd., Tiempo   | Fecha      | Lugar                                                         | Notas |
| D                                                                                          | 45–7   | Santos Benavides      | RTP  | (4) 10        | 2006-09-02 | Gimansio Alexis Arguello, Managua, Nicaragua                  | |
| D                                                                                          | 45–6   | Koseki Nakama         | UD   | 6             | 2005-12-10 | Chatan Dome, Distrito de Nakagami (Okinawa), Japón            | |
| G                                                                                          | 45–5   | Raúl Barrios          | KO   | 1 (10), 2:56  | 2005-09-15 | Círculo Militar de Maracay, Venezuela                         | |
| G                                                                                          | 44–5   | Jose Hernández        | KO   | 7 (10)        | 2004-12-22 | Parque Naciones Unidas, Caracas, Venezuela                    | |
| G                                                                                          | 43–5   | José Luis Gil Atencio | TKO  | 4 (10), 2:47  | 2004-09-25 | Caracas, Venezuela                                            | |
| G                                                                                          | 42–5   | Evert Moreno          | KO   | 3 (12)        | 2004-07-31 | Poliedro de Caracas, Venezuela                                | Gana el título vacante de la WBA FedeBol en la categoría pluma. |
| D                                                                                          | 41–5   | Joe Morales           | UD   | 10            | 2003-05-16 | Sunset Station, San Antonio, Texas                            | |
| G                                                                                          | 41–4   | Marcos Badillo        | UD   | 8             | 2002-08-09 | Kissimmee Civic Center, Florida, Estados Unidos               | |
| G                                                                                          | 40–4   | Shamir Reyes          | TKO  | 10 (12), 1:28 | 2002-05-11 | Coliseo Roberto Clemente, San Juan (Puerto Rico)              | Gana el título vacante de la WBA FedeLatin en la categoría pluma. |
| D                                                                                          | 39–4   | Armando Córdoba       | MD   | 12            | 2001-06-16 | Gimnasio Nuevo Panama, Juan Díaz (Panamá)                     | Pierde buscando el título de la WBA FedeBol en la categoría pluma. |
| G                                                                                          | 39–3   | Jorge Soto            | TKO  | 2 (10)        | 2001-05-21 | caracas, Venezuela                                            | |
| G                                                                                          | 38–3   | Carlos Rocha          | TKO  | 2 (10)        | 2000-05-20 | Grand Casino de Tunica, Misisipi, Estados Unidos              | |
| G                                                                                          | 37–3   | Arcelio Diaz          | KO   | 6             | 2000-03-04 | Estadio Jose David Ugarte, Coro, Venezuela                    | |
| G                                                                                          | 36–3   | Yober Ortega          | MD   | 2 (8), 2:04   | 1999-10-10 | Caracas, Venezuela                                            | Gana el título interino de la WBA en la categoría pluma. |
| D                                                                                          | 35–3   | Freddie Norwood       | SD   | 12            | 1999-05-29 | Coliseo Roberto Clemente, San Juan (Puerto Rico)              | Pierde el título de la WBA International en la categoría pluma. |
| G                                                                                          | 35–2   | Eddy Saenz            | KO   | 2 (12), 2:55  | 1999-02-05 | Jai Alai Fronton, Miami, Florida                              | Retiene el título de la WBA International en la categoría pluma. |
| G                                                                                          | 34–2   | Genaro Rios           | KO   | 4 (12), 2:57  | 1998-10-03 | Caracas, Venezuela                                            | Gana el título mundial vacante de la WBA en la categoría pluma. |
| G                                                                                          | 33–2   | Ever García Hernández | TKO  | 4 (6)         | 1998-08-17 | Willemstad, Curaçao                                           | Debut profesional de García Hernández. |
| G                                                                                          | 32–2   | Cristóbal Cabreiro    | TKO  | 3             | 1998-07-07 | Guatire, Venezuela                                            | |
| D                                                                                          | 31–2   | Freddie Norwood       | UD   | 12            | 1998-04-03 | Coliseo Ruben Rodríguez, Bayamon, Puerto Rico                 | Pierde en busca del título vacante de la WBA del mundo en la categoría pluma. Wilfredo Vázquez había abandonado el título con el fin de retar a Naseem Hamed por el título WBO. |
| G                                                                                          | 31–1   | Jose Zerpa            | KO   | 2             | 1997-12-20 | Caracas, Venezuela                                            | Retiene el título de la WBA en la categoría supergallo. |
| G                                                                                          | 30–1   | Asdrubal Castro       | KO   | 2             | 1997-11-29 | Caracas, Venezuela                                            | Retiene el título de la WBA en la categoría supergallo. |
| G                                                                                          | 29-1   | Jose Rojas            | UD   | 1 (10), 2:58  | 1997-09-27 | Gimnasio José Beracasa, Caracas, Venezuela                    | Retiene el título de la WBA en la categoría supergallo. |
| G                                                                                          | 28–1   | Yuichi Kasai          | KO   | 12 (12), 2:35 | 1997-07-26 | Arena Yokohama, Kanagawa, Japón                               | Retiene el título de la WBA en la categoría supergallo. |
| G                                                                                          | 27–1   | Ángel Chacón          | KO   | 1 (6), 0:21   | 1997-05-10 | Convention Center, Coconut Grove (Miami), Estados Unidos      | Retiene el título de la WBA en la categoría supergallo. |
| G                                                                                          | 26–1   | Yuichi Kasai          | UD   | 12            | 1996-12-21 | Planet Hollywood Resort and Casino, Las Vegas, Estados Unidos | Retiene el título de la WBA en la categoría supergallo. |
| G                                                                                          | 25–1   | Eddy Saenz            | TKO  | 5 (12)        | 1996-11-09 | MGM Grand Garden Arena, Las Vegas, Estados Unidos             | Retiene el título de la WBA en la categoría supergallo. |
| G                                                                                          | 24–1   | Yober Ortega          | UD   | 12            | 1996-03-23 | Miami Arena, Florida, Estados Unidos                          | Retiene el título de la WBA en la categoría supergallo. |
| G                                                                                          | 23–1   | Jesús Salud           | UD   | 12            | 1995-11-26 | Gimnasio Rafael Romero Bolívar, El Limón (Venezuela)          | Retiene el título de la WBA en la categoría supergallo. |
| G                                                                                          | 22–1   | Wilfredo Vázquez      | UD   | 12            | 1995-05-13 | Coliseo Rubén Rodríguez, Bayamón, Puerto Rico                 | Gana el título de la WBA en la categoría supergallo. |
| G                                                                                          | 21–1   | Felix Guzmán          | TKO  | 2             | 1994-11-05 | Los Teques, Venezuela                                         | |
| G                                                                                          | 20-1   | Jose Ángel Medina     | KO   | 2             | 1994-09-03 | Caracas, Venezuela                                            | |
| G                                                                                          | 19–1   | Giovanni Rodríguez    | TKO  | 12            | 1994-05-28 | Los Teques, Venezuela                                         | |
| D                                                                                          | 18–1   | Jae-Won Choi          | PTS  | 10            | 1993-12-05 | Seúl, Corea del Sur                                           | |
| G                                                                                          | 18–0   | Ramón Guzmán          | TKO  | 4 (12)        | 1993-08-21 | Caracas, Venezuela                                            | |
| G                                                                                          | 17–0   | Ismael DeAvila        | TKO  | 5             | 1993-03-20 | Caracas, Venezuela                                            | |
| G                                                                                          | 16–0   | Jose Vargas           | TKO  | 4             | 1992-11-20 | Caracas, Venezuela                                            | |
| G                                                                                          | 15–0   | Aldrin Sosa           | PTS  | 10            | 1992-10-09 | Caracas, Venezuela                                            | |
| G                                                                                          | 14–0   | Luis Malave           | TKO  | 3             | 1992-07-31 | Caracas, Venezuela                                            | |
| G                                                                                          | 13–0   | Manuel Vilchez        | PTS  | 10            | 1992-05-15 | Caracas, Venezuela                                            | |
| G                                                                                          | 12–0   | Antonio Montero       | TKO  | 1             | 1992-04-22 | Turmero, Venezuela                                            | |
| G                                                                                          | 11–0   | Aldrin Sosa           | PTS  | 10            | 1992-03-13 | Caracas, Venezuela                                            | |
| G                                                                                          | 10–0   | Jose Hernández        | TKO  | 5             | 1991-12-07 | Caracas, Venezuela                                            | |
| G                                                                                          | 9–0    | Jesús Flores          | PTS  | 10            | 1991-10-28 | Caracas, Venezuela                                            | |
| G                                                                                          | 8–0    | Luis Rojas            | TKO  | 2             | 1991-09-27 | Caracas, Venezuela                                            | |
| G                                                                                          | 7–0    | Frank Rodríguez       | PTS  | 10            | 1991-06-14 | Turmero, Venezuela                                            | |
| G                                                                                          | 6–0    | Henry Mejias          | KO   | 1             | 1991-05-30 | Petare, Venezuela                                             | |
| G                                                                                          | 5–0    | Emiliano Mayoral      | TKO  | 6             | 1991-04-07 | Caracas, Venezuela                                            | |
| G                                                                                          | 4–0    | Andy Villaruel        | TKO  | 2             | 1991-02-28 | Caracas, Venezuela                                            | |
| G                                                                                          | 3–0    | Ismael Rondon         | KO   | 2             | 1990-12-10 | Caracas, Venezuela                                            | |
| G                                                                                          | 2–0    | Nelson Ramon Medina   | PTS  | 4             | 1990-10-28 | Caracas, Venezuela                                            | |
| G                                                                                          | 1–0    | Jose Ángel Medina     | TKO  | 2             | 1990-09-01 | Caracas, Venezuela                                            | Debut profesional. |

| Predecesor: Wilfredo Vázquez | Campeón de peso super gallo de la Asociación Mundial de Boxeo 13 de mayo de 1995 – 27 de septiembre de 1997 | Sucesor: ???          |
| Predecesor: Ever García      | Campeón de peso pluma de la Asociación Mundial de Boxeo 17 de agosto de 1998 – 29 de mayo de 1999           | Sucesor: Fred Norwood |